# Asael Lubotzky
Pour les articles homonymes, voir Lubotzky.
Asaël Lubotzky, (Assaël Loubotzky, en hébreu : « עשהאל לובוצקי ») est un ancien militaire israélien blessé au combat, devenu médecin, romancier et biologiste.

## Biographie
Asael Lubotzky est né et a grandi à Efrat, puis a étudié à la yechiva hesder (en) à Ma'aleh Adumim. Il a été accepté dans l'unité d'élite de la Marine israélienne Shayetet 13, mais a préféré s'enrôler dans le 51e bataillon de la brigade Golani. Il suivit une formation militaire et fut choisi comme cadet exceptionnel de la compagnie. Après avoir terminé l'école des officiers, Lubotzky est nommé commandant d'un peloton de la brigade Golani. Il a mené sa section dans les combats à Gaza et, au cours de la seconde guerre du Liban, a pris part à de nombreux combats au cours desquels plusieurs de ses camarades ont été tués et blessés, jusqu'à ce que lui aussi soit gravement blessé à la bataille de Bint Jbeil et soit devenu handicapé. Après sa rééducation, il a commencé à étudier la médecine à la faculté de médecine de l’Université hébraïque Hadassah. Il s'est spécialisé en pédiatrie à l’hôpital Shaare Zedek de Jérusalem et a terminé son doctorat à l’université hébraïque. Les recherches de Lubotzky sont axées sur les liens entre l’ADN et le cancer.

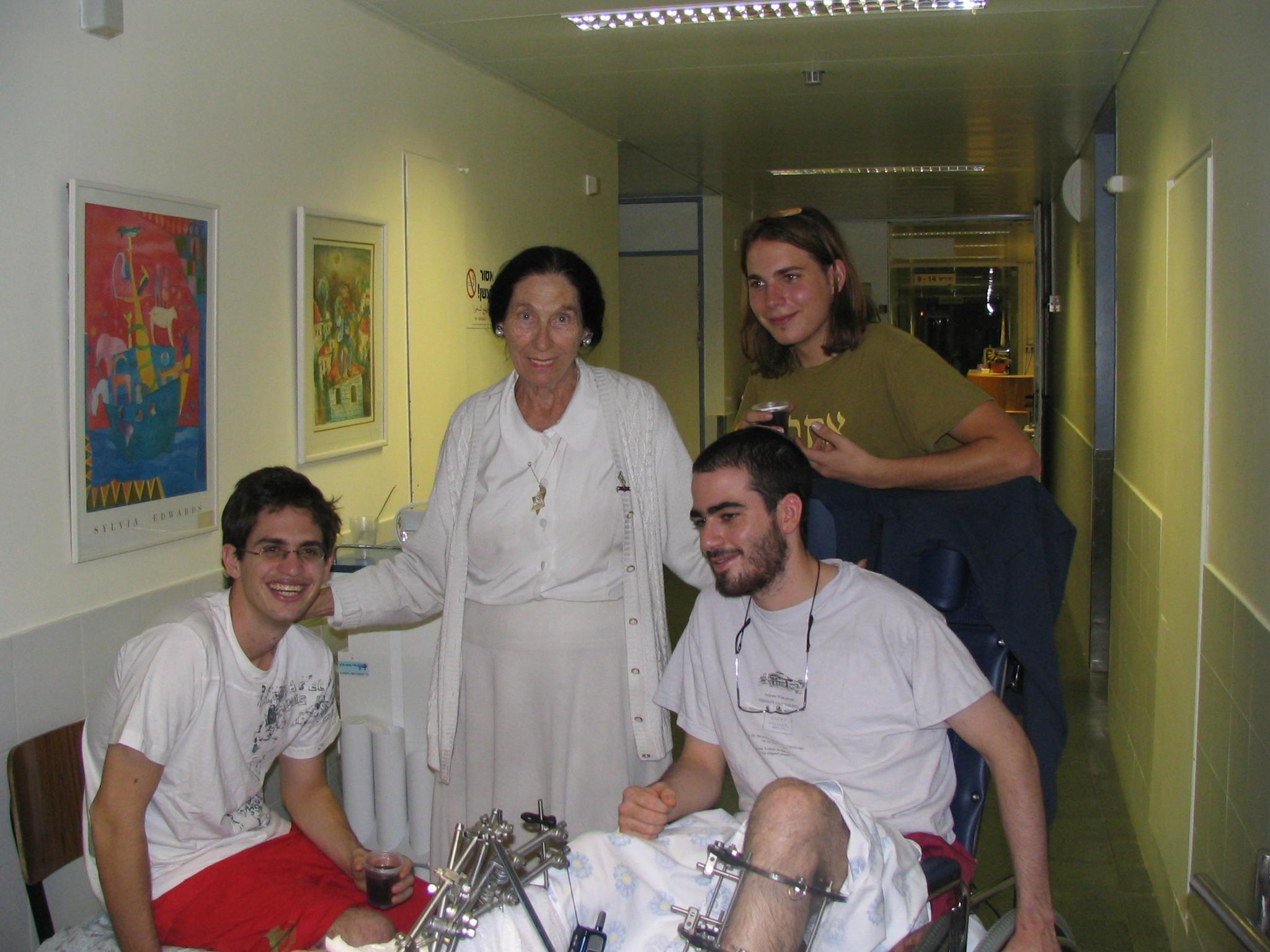
Hulda Gurevich visitant des soldats blessés, Lubotsky à droite

Le premier livre de Lubotzky, From the Wilderness and Lebanon, décrivant ses expériences de guerre et sa réhabilitation, a été publié en 2008 d'abord en feuilleton dans le journal Yedioth Ahronoth, est devenu un best-seller, a suscité des éloges de la part des critiques et a été traduit en anglais. Un second livre, Not My Last Journey, documentant l'histoire de la vie de son grand-père, le partisan et officier dans l'Irgoun, Isser Lubotzky, a été publié en hébreu en 2017 par Yedioth Sfarim et le Menahem Begin Heritage Centre. Le docteur Lubotzky a remporté le prix Leitersdorf des arts en 2017 et le prix James Sivartsen pour la recherche sur le cancer en 2019. Il donne des conférences sur divers sujets en Israël et à l'étranger,.

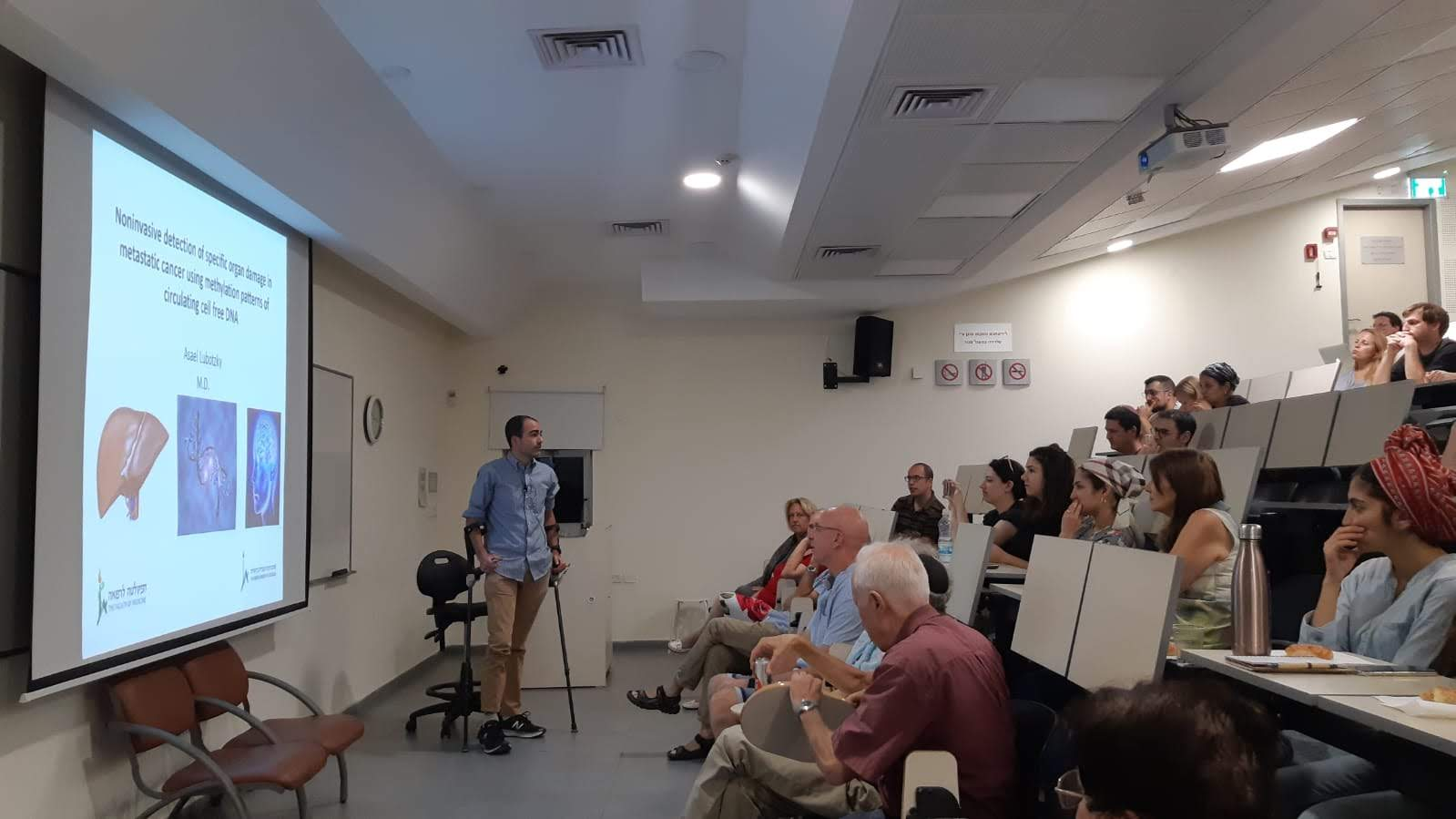
Dr Asael Lubotzky donnant sa conférence à la suite de l'obtention du prix Sivarsten 2019. Le prix James-Sivartsen pour la recherche sur le cancer récompense chaque année un chercheur d'une université hébraïque pour ses travaux innovants dans le domaine des cancers pédiatriques.

Asael Lubotzky est le fils du professeur Alexander Lubotzky et le petit-fils du professeur Murray Roston. Il vit à Jérusalem, est marié à Avital Schimmel et ont quatre enfants.

## Œuvres
- (he) עשהאל לובוצקי (Asael Lubotzky), מן המדבר והלבנון [« Depuis le désert et le Liban »], Yediot Sfarim,‎ 2008, 222 p. (ISBN 978-965-482-725-6)
- Traduction en anglais du précédent : (en) Asael Lubotzky, From the Wilderness and Lebanon : An Israeli Soldier's Story of War and Recovery, The Toby Press, 1er janvier 2016, 206 p. (ISBN 978-1-59264-417-9)
- (he) Asael Lubotzky et Tali Vishne, לא דרכי האחרונה : Lo darki ha-aḥaronah : סיפורו של איסר לובוצקי (Histoire d'Isser Lubotzky) [« Not my last Journey »], ידיעות אחרונות (Yedioth Sfarim) et ספרי חמד (Sifrei Hemed),‎ 2017, 214 p. (ISBN 978-965-564-102-8)